# Hans Dietz
Hans Dietz (* 21. Juli 1908 in Dudweiler; † 5. September 1993 in Sulzbach) war ein deutscher Arzt und SS-Sturmbannführer.

## Leben
Dietz war Sohn eines Volksschullehrers. Von 1930 bis 1936 studierte er die Medizin in Bonn und Heidelberg. Am 7. Dezember 1936 bestand er der Staatsexamen. Anschließend war er kurzzeitig in der Psychiatrisch-Neurologischen Klinik der Universität Heidelberg tätig. Am 20. Juli 1932 wurde er Mitglied der Allgemeinen SS (SS-Nummer 181.122). Zum 1. November 1932 trat er der NSDAP bei (Mitgliedsnummer 1.355.249). Nach seinem Eintritt in die SS-Totenkopfverbände diente er vom 1. März 1938 bis zum 1. Februar 1939 als SS-Truppen- und Lagerarzt in den Konzentrationslagern Dachau und Flossenbürg. Im Herbst 1939 begann er seinen Dienst im KZ Sachsenhausen. Ab Juli 1941 war er als Regimentsarzt in der 6. SS-Gebirgs-Division „Nord“ eingesetzt. Ab dem 14. August 1942 bis zum 6. September 1943 war er Arzt in der SS-Lazarettabteilung Charité in Berlin. Ab dem 6. September 1943 bis zum Kriegsende war er im SS-Lazarett Prag tätig. Am 9. Juni 1944 wurde er mit einem strengen Verweis wegen voreiliger Anzeigeerstattung bestraft.